# Ablerus
Ablerus är ett släkte av steklar som beskrevs av Howard 1894. Ablerus ingår i familjen växtlussteklar.

## Dottertaxa tillAblerus, i alfabetisk ordning[1][2]
- Ablerus albicaput
- Ablerus aleuroides
- Ablerus aligarhensis
- Ablerus amarantus
- Ablerus americanus
- Ablerus aonidiellae
- Ablerus arboris
- Ablerus argentiscapus
- Ablerus atomon
- Ablerus baeusoides
- Ablerus beenleighi
- Ablerus bharathius
- Ablerus bicinctipes
- Ablerus bidentatus
- Ablerus bifasciatus
- Ablerus biguttatibiae
- Ablerus capensis
- Ablerus celsus
- Ablerus chionaspidis
- Ablerus ciliatus
- Ablerus clisiocampae
- Ablerus connectens
- Ablerus crassus
- Ablerus delhiensis
- Ablerus diana
- Ablerus dozieri
- Ablerus elegantissimus
- Ablerus elegantulus
- Ablerus emersoni
- Ablerus gargarae
- Ablerus gratus
- Ablerus grotiusi
- Ablerus hastatus
- Ablerus howardii
- Ablerus hyalinus
- Ablerus impunctatipennis
- Ablerus inquirenda
- Ablerus lepidus
- Ablerus leucopidis
- Ablerus longfellowi
- Ablerus macchiae
- Ablerus macilentus
- Ablerus macrochaeta
- Ablerus magistrettii
- Ablerus miricilia
- Ablerus mokrzeckii
- Ablerus molestus
- Ablerus nelsoni
- Ablerus novicornis
- Ablerus nympha
- Ablerus palauensis
- Ablerus pan
- Ablerus perfuscipennis
- Ablerus perspeciosus
- Ablerus peruvianus
- Ablerus piceipes
- Ablerus pinifoliae
- Ablerus pius
- Ablerus plesius
- Ablerus plinii
- Ablerus poincarei
- Ablerus promacchiae
- Ablerus pulcherrimus
- Ablerus pulchriceps
- Ablerus pullicornis
- Ablerus pumilus
- Ablerus punctatus
- Ablerus rhea
- Ablerus romae
- Ablerus saintpierrei
- Ablerus separaspidis
- Ablerus sidneyi
- Ablerus similis
- Ablerus socratis
- Ablerus socrus
- Ablerus speciosus
- Ablerus stylatus
- Ablerus totifuscipennis
- Ablerus unnotipennis
- Ablerus venustulus
- Ablerus williamsi